# Montebuono (Sorano)
Montebuono è una frazione del comune italiano di Sorano, nella provincia di Grosseto, in Toscana.

## Geografia fisica
Il paese di Montebuono è situato all'estremo lembo occidentale del territorio comunale di Sorano, in un'area delle colline nell'entroterra della Maremma grossetana nota come area del Tufo. Il borgo si sviluppa su un rilievo collinare non lontano dal corso del Fiora.
Il paese dista circa 6 km da Sorano e poco più di 80 km da Grosseto.

## Storia
Il nome Montebuono è un toponimo recente rispetto all'arcaico Tucciano. In questo luogo ebbe dei possedimenti sin dall'anno mille la badia di San Pietro di Monteverdi Marittimo, in favore della quale l'imperatore Arrigo III spedì un privilegio il 7 maggio 1040, in cui confermava le località di Montebono e di Patrignone nel contado di Sovana. Il paese fu fondato agli inizi del XIV secolo, quando l'antico castello si trovò al centro di una contesa tra gli Aldobrandeschi e papa Bonifacio VIII. Successivamente passò ai vescovi di Orvieto e, dopo una parentesi temporanea nella Contea degli Orsini, nel primo XV secolo entrò a far parte della Repubblica di Siena, di cui seguì le sorti fino ad essere inglobato nel Granducato di Toscana a metà XVI secolo.

## Monumenti e luoghi d'interesse

### Architetture religiose

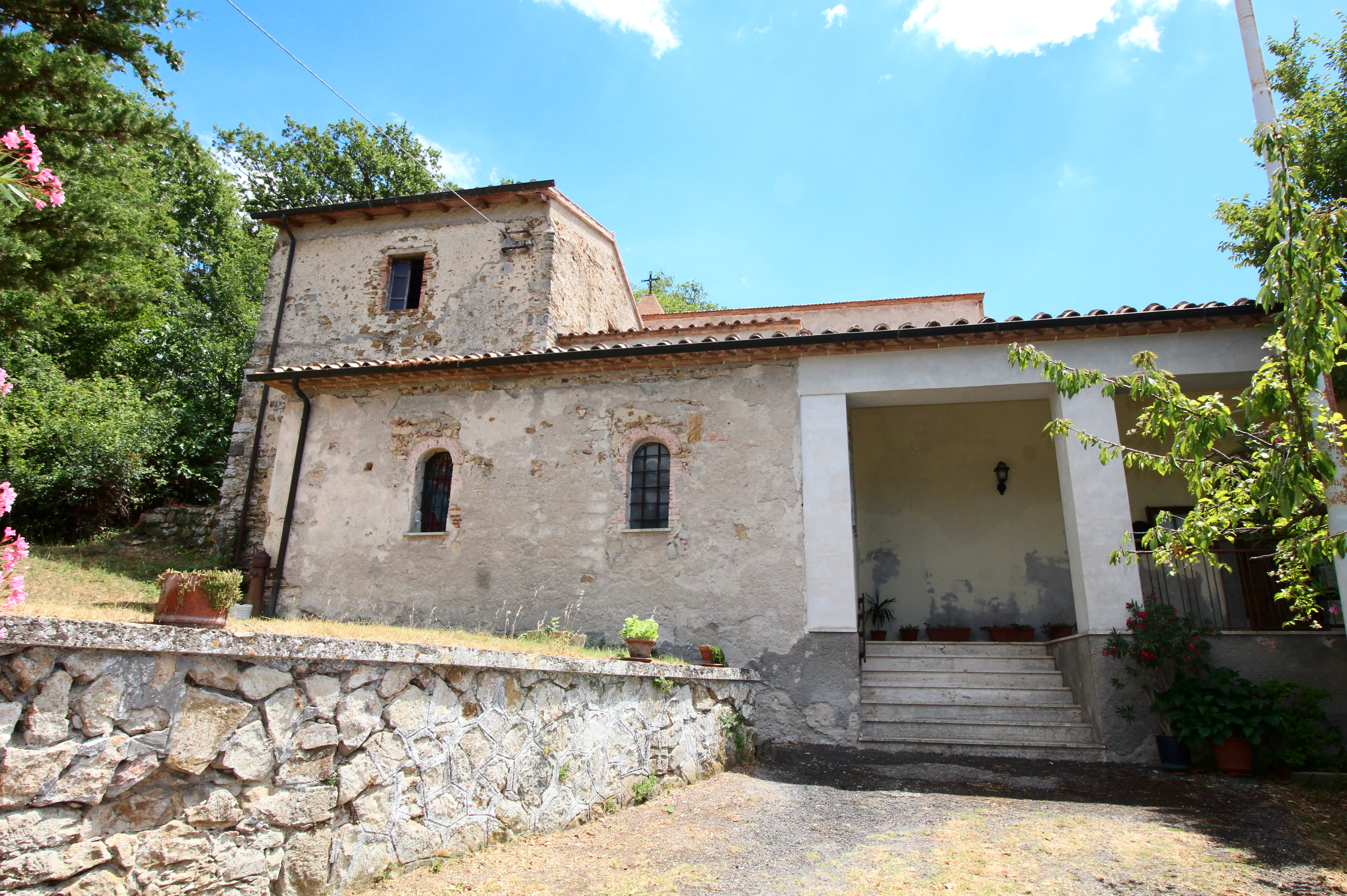
La chiesa di Sant'Andrea

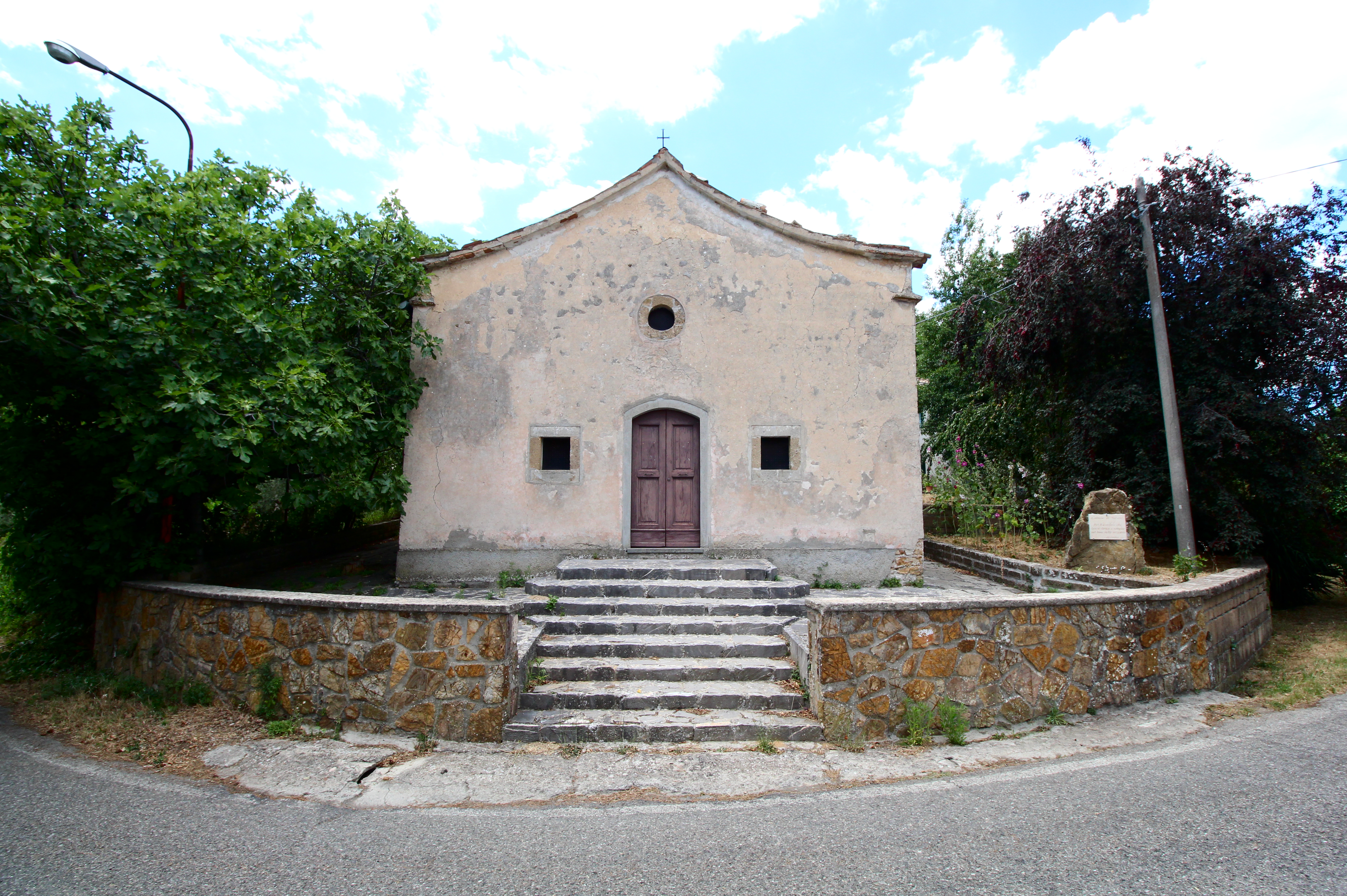
La chiesa della Madonna del Cerro, in località La Dispensa

- Chiesa di Sant'Andrea, chiesa parrocchiale della frazione, è situata a ridosso dei resti delle mura che circondano la parte rialzata del colle. Al suo interno sono stati recentemente scoperti due pregevoli affreschi.

- Chiesa della Madonna del Cerro, chiesa situata presso la frazione in località La Dispensa, risale al XVIII secolo.

### Architetture militari
- Castello di Montebuono, costruito in epoca medievale, ne rimangono soltanto alcune tracce della cinta muraria in stato di rudere. All'interno della cinta muraria sono visibili tracce di edifici demoliti che affiorano un po' ovunque.

## Società

### Evoluzione demografica
Quella che segue è l'evoluzione demografica della frazione di Montebuono. Sono indicati gli abitanti dell'intera frazione e dove è possibile la cifra riferita al solo capoluogo di frazione. Dal 1991 sono contati da Istat solamente gli abitanti del centro abitato, non della frazione.
| Anno | Abitanti | Abitanti       |
| Anno | Frazione | Centro abitato |
| ---- | -------- | -------------- |
| 1745 | 199      | -              |
| 1833 | 299      | -              |
| 1845 | 331      | -              |
| 1921 | 745      | -              |
| 1931 | 749      | -              |
| 1961 | 511      | 38             |
| 1981 | 329      | 39             |
| 2001 | -        | 37             |
| 2011 | -        | 28             |

## Cultura
Presso la frazione, nei locali delle ex scuole elementari, è situata la piccola biblioteca Romano Scali, inaugurata il 29 giugno 2010.

## Geografia antropica
Il territorio della frazione è composto da un centro abitato principale, il paese di Montebuono propriamente detto, noto talvolta anche come Appalto (519 m s.l.m., 28 abitanti), e da varie località minori che vertono su di esso: Casa Faini (588 m s.l.m., 13 ab.), Casa Pennacchi (411 m s.l.m., 12 ab.), Casa Topi-Gabirelli (585 m s.l.m., 12 ab.), Casa Testi (585 m s.l.m., 24 ab.), Casa Valcherai (484 m s.l.m., 12 ab.), La Dispensa (529 m s.l.m., 13 ab.), Poderetto (492 m s.l.m., 30 ab.).